# Arhopala rileyi
Arhopala rileyi is een vlinder uit de familie van de Lycaenidae. De wetenschappelijke naam van de soort is voor het eerst geldig gepubliceerd in 1922 door Joicey & Talbot.